# Сюрина, Екатерина Валерьевна
Екатерина Валерьевна Сюрина — российская оперная певица (сопрано).

## Биография
Родилась в Свердловске, там же получила начальное музыкальное образование в музыкальном училище им. Чайковского, продолжила его в Москве, в Российской академии театрального искусства. Ученица Дмитрия Вдовина.Пела в лучшем хоре города «Аврора». Еще будучи студенткой, Екатерина была приглашена в театр «Новая опера» в Москве, где состоялся её блистательный дебют в партии Джильды в опере Дж. Верди «Риголетто».
Выступления на конкурсах вокалистов были высоко отмечены профессионалами и заслужили всеобщее признание у публики. Екатерина Сюрина — лауреат международного конкурса камерных певцов Е. Образцовой и конкурса им. Н. А. Римского-Корсакова.
В феврале 2003 года с успехом дебютировала в партии Джульетты (В. Беллини «Капулетти и Монтеки»). В том же году выступала в роли Эльвиры (Беллини «Пуритане») на сцене оперы Монте-Карло.
С успехом проходят её выступления в Берлинской опере, на многих европейских (Вена, Париж, Лондон) и российских сценах.

## Дискография
1. Idomeneo
  - W.A. Mozart
  - Singers: Ramón Vargas, Magdalena Kozená, Anja Harteros, Jeffrey Francis, Robin Leggate, Günter Groissböck
  - Conductor: Sir Roger Norrington
  - Decca
2. Dmitri Hvorostovsky in concert
  - Singers: Dimitri Hvorostovsky, Marina Domashenko
3. La Clemenza di Tito
  - Singers: Susan Graham, Christophe Pregardien, Catherine Naglestad, Hannah Esther Minutillo, Lorenzo Regazzo
  - Conductor: Sylvain Cambreling
4. A Mozart Gala
  - Singers: Anna Netrebko, Magdalena Kožená, Patricia Petibon, Michael Schade, Thomas Hampson, & Rene Papé
  - Conductor: Daniel Harding
  - Deutsche Grammophon
5. Amore e morte
  - Piano: Iain Burnside
  - Opus Arte

## Репертуар
| Композитор         | Опера                                                    | Роль       |
| ------------------ | -------------------------------------------------------- | ---------- |
| В.Беллини          | «Капулетти и Монтекки» (Capuleti e i Montecchi)          | Джульетта  |
| В.Беллини          | «Пуритане» (I Puritani)                                  | Эльвира    |
| В.Беллини          | «Сомнамбула» (La Sonnambula)                             | Амина      |
| Ж.Бизе             | «Искатели жемчуга» (Les Pêcheurs des Perles)             | Лейла      |
| Г.Доницетти        | «Любовный напиток» (L’Elisir d’Amore)                    | Адина      |
| Г.Доницетти        | «Мария Стюарт» (Maria Stuarda)                           | Мария      |
| Ж.Оффенбах         | «Сказки Гофмана» (Les Contes de Hoffmann)                | Олимпия    |
| Н.Римский-Корсаков | «Снегурочка»                                             | Снегурочка |
| В.Моцарт           | «Дон Жуан» (Don Giovanni)                                | Зерлина    |
| В.Моцарт           | «Женитьба Фигаро» (Le Nozze di Figaro)                   | Сюзанна    |
| В.Моцарт           | «Идоменей, царь Критский, или Илия и Идамант» (Idomeneo) | Илия       |
| В.Моцарт           | «Милосердие Тита» (La Clemenza di Tito)                  | Сервилия   |
| Дж. Верди          | «Риголетто» (Rigoletto)                                  | Джильда    |
| Дж. Верди          | «Фальстаф» (Falstaff)                                    | Нанетта    |
| Дж. Верди          | «Травиата» (La Traviata)                                 | Виолетта   |